# 同型写像
同型写像（、英: isomorphism）あるいは単に同型とは、数学において準同型写像あるいは射であって、逆射を持つものである。

## 解説
2つの数学的対象が同型 (isomorphic) であるとは、それらの間に同型写像が存在することをいう。自己同型写像は始域と終域が同じ同型写像である。同型写像の興味は2つの同型な対象は写像を定義するのに使われる性質のみを使って区別できないという事実にある。したがって同型な対象はこれらの性質やその結果だけを考える限り同じものと考えてよい。
群や環を含むほとんどの代数的構造に対して、準同型写像が同型写像であることと全単射であることは同値である。
位相幾何学において、射とは連続写像のことであるが、同型写像は同相写像あるいは双連続写像とも呼ばれる。解析学において、射は可微分関数であり、同型写像は微分同相とも呼ばれる。
標準的な同型写像 (canonical isomorphism) は同型であるような標準的な写像である。2つの対象が標準的に同型 (canonically isomorphic) であるとは、それらの間に標準的な同型写像が存在することをいう。例えば、有限次元ベクトル空間 V から二重双対空間への標準的な写像は標準的な同型写像である。一方、V は双対空間に同型であるが、一般には標準的にではない。
同型写像は圏論を用いて形式化される。ある圏の射 f: X → Y が同型射であるとは、両側逆射を持つことをいう。すなわち、その圏における別の射 g: Y → X があって、gf = 1X かつ fg = 1Y となる。ただし 1X と 1Y はそれぞれ X と Y の恒等射である。

## 例

### 対数と指数
R+ を正の実数のなす乗法群とし、R を実数のなす加法群とする。
対数関数 log: R+ → R はすべての x, y ∈ R+ に対して log(xy) = log x + log y を満たすので、それは群準同型である。指数関数 exp: R → R+ はすべての x, y ∈ R+ に対して exp(x + y) = (exp x)(exp y) を満たすので、それも準同型である。
恒等式 log exp x = x および exp log y = y は log と exp が互いの逆関数であることを示している。log は準同型である逆関数を持つ準同型であるから、群同型である。
log は同型だから、正の実数の積を実数の和に翻訳する。この機能により、定規と対数表を用いて、あるいは対数スケールの計算尺を用いて実数を掛けることができる。

### 6を法とした整数
0 から 5 までの整数が 6 を法とした加法でなす群 (Z6, +) を考える。また、群 (Z2 × Z3, +) を考える。これは x 座標が 0 か 1 で y 座標が 0 か 1 か 2 の順序対で、加法は x 座標は 2 を法とし、y 座標は 3 を法とする。
これらの構造は以下の対応によって同型である：
(0,0) → 0
(1,1) → 1
(0,2) → 2
(1,0) → 3
(0,1) → 4
(1,2) → 5
あるいは一般に (a, b) → (3a + 4b) mod 6.
例えば、(1, 1) + (1, 0) = (0, 1) であり、もう一方に翻訳すると 1 + 3 = 4 である。
これらの2つの群は集合が異なる元を含むという意味で違って「見える」にもかかわらず、それらは実際同型であり、構造は全く同じである。より一般に、2つの巡回群 Zm と Zn の直積が Zmn と同型であるのは、m と n が互いに素であるとき、かつそのときに限る。

### 関係を保つ同型
1つの対象が集合 X と二項関係 R からなり、もう1つの対象が集合 Y と二項関係 S からなるとき、X から Y への同型写像は全単射 f: X → Y であって
{\displaystyle \operatorname {S} (f(u),f(v))\iff \operatorname {R} (u,v)}
なるものである。
S が反射的、非反射的、対称的、反対称的、非対称的、推移的、完全、三分的、半順序、全順序、strict weak order、total preorder (weak order)、同値関係、あるいは任意の他の特別な性質を持つ関係であることと、R がそうであることは同値である。
例えば、R が順序 ≤ で S が順序 {\displaystyle \scriptstyle \sqsubseteq } ならば、X から Y への同型は全単射 f: X → Y であって
{\displaystyle f(u)\sqsubseteq f(v)\iff u\leq v}
なるものである。そのような同型は順序同型 (order isomorphism, isotone isomorphism) と呼ばれる。
X = Y ならば、これは関係を保つ自己同型である。

## 同型と全単射準同型の違い
具体圏（すなわち、大雑把に言って、対象が集合で射が集合の間の写像である圏）、例えば位相空間の圏や代数的対象（群、環、加群など）の圏、において、同型射は台集合上全単射でなければならない。代数的な圏（具体的には普遍代数学の意味での varieties の圏）において、同型射は台集合上全単射な準同型と同じである。しかしながら、全単射準同型が同型射とは限らない具体圏（例えば位相空間の圏）があり、各対象が台集合を持つが同型射が全単射とは限らない圏（例えば CW 複体のホモトピー圏）がある。

## 応用
抽象代数学において，2つの基本的な同型射が定義される：
- 群同型、2つの群の間の同型
- 環同型、2つの環の間の同型（体の間の同型は実は環同型であることに注意）

代数的構造の自己同型が群をなすのと全く同様に、共通の構造を持つ2つの代数の間の同型は heap をなす。特定の同型に2つの構造を同一視させることでこの heap は群になる。
解析学において、ラプラス変換は難しい微分方程式を簡単な代数方程式に写す同型写像である。
圏論において、圏 C は2つのクラスからなるとしよう。1つは対象のクラスで、1つは射のクラスである。このとき前の例や多くの他の場合を含む同型射の一般的な定義は：同型射とは逆射をもつ射 f: a → b である、すなわち射 g: b → a であって fg = 1b かつ gf = 1a なるものが存在する射である。例えば、全単射線型写像はベクトル空間の間の同型写像であり、逆関数も連続な全単射連続関数は位相空間の間の同相写像と呼ばれる同型写像である。
グラフ理論において、2つのグラフ G と H の間の同型写像は G の頂点たちから H の頂点たちへの全単射 f であって次の意味で「辺の構造」を保つものである：G において頂点 u から頂点 v に辺があるのは H において f(u) から f(v) に辺があるとき、かつそのときに限る。グラフ同型を参照。
解析学において、2つのヒルベルト空間の間の同型写像は和とスカラー倍と内積を保つ全単射である。
logical atomism の早期の理論において、facts と true propositions の間の形式的な関係はバートランド・ラッセルとルートヴィヒ・ヴィトゲンシュタインによって同型であると理論化された。この方向の考えの例はラッセルの Introduction to Mathematical Philosophy において見つけられる。
サイバネティックスにおいて。Good Regulator あるいは Conant-Ashby theorem は "Every Good Regulator of a system must be a model of that system" と述べられる。Whether regulated or self-regulating an isomorphism is required between regulator part and the processing part of the system.

## 等式との関係
数学のある分野、特に圏論では、等しいことと同型とを区別するのが大切である。等しいとは2つの対象が全く同じであることであり、一方について正しいすべてのことは他方についても正しい。一方同型は一方の対象の構造のある指定された部分について正しいすべてのことは他方についても正しいことを意味する。例えば、集合
{\displaystyle A=\{x\in \mathbb {Z} \mid x^{2}<2\}} と {\displaystyle B=\{-1,0,1\}\,}
は等しい；それらは整数の同じ部分集合で表示が違うだけである――前者は内包的（set builder notation）であり、後者は外延的（明示的な列挙）である。対照的に、集合 {A, B, C} と {1, 2, 3} は等しくはない――前者の元は文字だが後者の元は数である。これらは集合として同型である、なぜならば有限集合は濃度（元の個数）によって同型を除いて決定され、これらは両方とも3つの元を持っているからであるが、同型写像の選び方はたくさんある――1つの同型写像は
{\displaystyle {\text{A}}\mapsto 1,\,{\text{B}}\mapsto 2,\,{\text{C}}\mapsto 3}
であり、別の同型写像は
{\displaystyle {\text{A}}\mapsto 3,\,{\text{B}}\mapsto 2,\,{\text{C}}\mapsto 1}
であり、どれか1つの同型写像が本質的に他のよりも良いということはない。この観点と意味において、これらの2つの集合は「同一」とは考えられないから等しくない：それらの間の同型を選ぶことは出来るが、これは同一であることよりも弱い主張であり、選ばれた同型の文脈でしか有効でない。
同型は明らかで従わざるを得ないように見えることもあるが、なお等号ではない。単純な例として、Joe、John、Bobby Kennedy の間の系譜学的関係は、実際の意味で、Manning family のアメリカン・フットボールのクォーターバック、Archie、Peyton、Eli の間の系譜学的関係と同じである。父子関係と兄弟関係は完璧に対応している。2つの家族の間のこの類似性は用語 isomorphism (Greek iso-, "same," and -morph, "form" or "shape") の起源を説明する。しかしケネディー一家はマニング一家と同じ人々ではないから、2つの系譜学的構造は単に同型であって等しくはない。
別の例はより形式的で等号を同型と区別する動機づけをより直接に説明する：有限次元ベクトル空間 V と V からその係数体 K への線型写像のなす双対空間 V* = { φ: V → K } との区別である。これらの空間は同じ次元を持ち、したがって抽象的なベクトル空間としては同型である（なぜなら，集合が濃度で分類されるのとちょうど同じように、代数的にはベクトル空間は次元によって分類されるため）が、同型写像 {\displaystyle V\,{\overset {\sim }{\to }}\,V^{*}} の「自然」な選択は存在しない。V の基底を選ぶと、これは同型を生む：すべての u, v ∈ V に対して、
{\displaystyle v\ {\overset {\sim }{\mapsto }}\ \phi _{v}\in V^{*}\quad {\text{such that}}\quad \phi _{v}(u)=v^{\mathrm {T} }u}.
これは列ベクトル（V の元）を行ベクトル（V* の元）に転置で変換することに対応するが、基底の異なる選択は異なる同型を与える：同型は「基底のとり方に依存する」のである。より微妙なことに、ベクトル空間 V からその二重双対 V** = { x: V* → K } への基底のとり方に依らない写像が存在する：すべての v ∈ V と φ ∈ V* に対して、
{\displaystyle v\ {\overset {\sim }{\mapsto }}\ x_{v}\in V^{**}\quad {\text{such that}}\quad x_{v}(\phi )=\phi (v).}
これは第三の概念、自然同型を導く：V と V** は異なる集合であるが、それらの間の同型写像の「自然」な取り方が存在する。「任意の選択に依存しない同型写像」というこの直観的な概念は自然変換の概念において定式化される；端的には、任意のベクトル空間に対して一貫した方法でベクトル空間とその二重双対を同一視、あるいはより一般に、写す {\displaystyle V\,{\overset {\sim }{\to }}\,V^{**}} ことができる。この直観の定式化は圏論の発展の動機づけである。
しかしながら、自然同型と等号の区別が通常されない場合がある。普遍性によって特徴づけられる対象に対してである。実は、同じ普遍性を共有する2つの対象の間には、自然でなければならない一意的な同型が存在する。典型的な例は実数の集合であり、無限十進展開、無限二進展開、コーシー列、デデキント切断、多くの他の方法によって定義できる。形式的にはこれらの構成は異なる対象を定義するが、すべて同じ普遍性の解である。これらの対象はちょうど同じ性質を持つから、構成の手法は忘れてそれらを等しいと考えることができる。これが "the set of the real numbers" と言う時に誰もがやっていることである。同じことは商空間で起こる：それらは一般に同値類の集合として構成される。しかしながら、集合の集合を話すことは直観に反するかもしれず、商空間は一般に、しばしば「点」と呼ばれる未決定な対象の集合とこの集合への全射との対と考えられる。
任意の同型（選択に依存するもの）と自然同型（一貫してできるもの）との区別を描きたい場合、自然でない同型には ≈ を書き、自然同型には ≅ と書くことができる。例えば V ≈  V* と V ≅ V** である。この慣習は広く用いられているものではなく、自然でない同型と自然同型を区別したい著者は一般に明示的に違いを述べる。
一般に、2つの対象が「等しい」と言うことは、これらの対象が住んでいるより大きい（周囲の）空間の概念が存在するときのためにとってある。ほとんどの場合、（上の整数の集合の例のように）与えられた集合の2つの部分集合の等号について話すが、抽象的に表示された2つの対象については話さない。例えば、3次元空間における2次元単位球面
{\displaystyle S^{2}:=\{(x,y,z)\in \mathbb {R} ^{3}\mid x^{2}+y^{2}+z^{2}=1\}}
と複素平面の一点コンパクト化 C ∪ {∞} として表せるリーマン球面 {\displaystyle {\widehat {\mathbb {C} }}} と複素射影直線（商空間）
{\displaystyle \mathbf {P} _{\mathbb {C} }^{1}:=(\mathbb {C} ^{2}\setminus \{(0,0)\})/(\mathbb {C} ^{*})}
として表せるリーマン球面は1つの数学的対象の3つの異なる記述であり、すべて同型であるが、すべてある1つの空間の部分集合ではないから、等しくない：1つ目は R3 の部分集合で、2つ目は C ≅ R2 に追加の一点を加えたもので、3つ目は C2 の subquotient である。
圏論の文脈では、対象は通常せいぜい同型である――実際、圏論の発展の動機づけはホモロジー論における異なる構成が同値な（同型な）群を生むことを示すことであった。しかしながら、2つの対象 X と Y の間の写像たちが与えられると、それらが等しいかどうか（それらは集合 Hom(X, Y) の元なので、等しいかどうかは適切な関係である）を、特に可換図式において、問う。